# Li Liqing
Pour les articles homonymes, voir Li.
Li Liqing, née le 19 juin 1993, est une judokate handisport chinoise, championne paralympique en 2016.

## Carrière
Aux Jeux paralympiques d'été de 2016 à Rio de Janeiro - qui est sa première participation aux Jeux - Li Liqing est sacrée championne paralympique de judo dans la catégorie des - 48kg en battant la championne paralympique en titre, l'Allemande Carmen Brussig par Ippon en finale. Deux ans plus tard, aux Jeux parapanasiatiques à Jakarta, elle termine seulement 3e de la compétition après avoir perdu face à la Sud-Coréenne Choi Soo-hee en demi-finale.
En 2019, aux Grand prix d'Azerbaïdjan IBSA à Bakou, elle est battue par l'Azérie Shahana Hajiyeva.
Elle est médaillée de bronze aux Jeux paralympiques d'été de 2024 à Paris.